# جورج إيبرس
جورج موريتز إيبرس (1 مارس 1837 - 7 أغسطس 1898) كان عالم مصريات وروائي ألماني. هو معروف بشرائه لبردية إيبرس، واحدة من أقدم الوثائق الطبية المصرية في العالم.

## الحياة
ولد جورج إيبرس في برلين وكان أصغر أبناء العائلة الخمسة لعائلة غنية من المصرفيين وصانعي الخزف. تربى أطفال عائلة إيبرس على يد والدتهم بمفردها، بعد أن انتحر والدهم بعد فترة قصيرة من ولادة إيبرس. كانت والدته تدير صالونًا شعبيًا بين أعضاء النخبة الفكرية، والتي شملت جورج فيلهلم فريدريش هيجل، الأخوان غريم، وألكسندر فون همبولت.
درس إيبرس القانون في غوتينغن، واللغات الشرقية وعلم الآثار في برلين. بعد أن تخصص في دراسة علم المصريات، أصبح في عام 1865 أستاذًا مشاركًا في اللغة المصرية والآثار في يينا، وأصبح أستاذًا في عام 1868. في عام 1870 تم تعيينه أستاذًا في هذه المواد في لايبزيغ. قام برحلتين علميتين إلى مصر، وظهرت أول أعماله المهمة، مصر وكتب موسى، في 1867–1868. في عام 1874 قام بتحرير البردية الطبية المشهورة (بردية إيبرس) التي اكتشفها في طيبة (ترجمة بواسطة هـ. جواكيم، 1890).
تبنى إيبرس مبكرًا فكرة نشر المعرفة المصرية عن طريق الروايات التاريخية. تم نشر أميرة مصرية في عام 1864 وحققت نجاحًا كبيرًا. كانت أعماله التالية من نفس النوع — أواردا (1877)، هومو سوم (1878)، الأخوات (1880)، القيصر (1881)، والتي تم وضع مشهدها في مصر في زمن هادريان، سيرابيس (1885)، عروس النيل (1887)، وكليوباترا (1894) — لاقت أيضًا قبولًا جيدًا، وأسهمت كثيرًا في جعل الجمهور على دراية باكتشافات علماء المصريات. كما حول إيبرس انتباهه إلى مجالات أخرى من الروايات التاريخية — خاصة القرن السادس عشر (زوجة العمدة، 1882؛ غريد، 1887) — دون أن يحقق النجاح نفسه الذي حققه في رواياته المصرية.
اكتشف إيبرس بردية إيبرس (حوالي 1550 ق.م) في الأقصر (طيبة) في شتاء 1873–74. الآن في مكتبة جامعة لايبزيغ، تعد بردية إيبرس من أهم البرديات الطبية المصرية القديمة. هي واحدة من أقدم الوثائق الطبية المحفوظة على الإطلاق — الأخرى هي بردية إدوين سميث (حوالي 1600 ق.م). تحتوي بردية إيبرس على أكثر من 700 مادة ووصفة طبية تشمل تعاويذ وتركيبات. نشرها إيبرس كنسخة طبق الأصل مع مفردات إنجليزية-لاتينية ومقدمة.[بحاجة لمصدر]
تشمل كتاباته الأخرى عملاً وصفيًا عن مصر (مصر في الكلمات والصور، الطبعة الثانية، 1880)؛ فلسطين في الصورة والكلمة (Palästina in Bild und Word)، ترجمة 1884 من السلسلة الإنجليزية فلسطين المصورة، سيناء ومصر؛ حياة (1885) لمعلمه القديم، عالم المصريات كارل ريتشارد ليبسيوس؛ ودليل لمصر (1886). في عام 1889، أدت حالته الصحية إلى تقاعده من كرسيه في لايبزيغ على معاش.
ظهرت الأعمال الكاملة لإيبرس في 25 مجلدًا في شتوتغارت (1893–1895). تم ترجمة العديد من كتبه إلى الإنجليزية. للحصول على تفاصيل حياته، انظر قصة حياتي (شتوتغارت، 1893)؛ وكذلك ر. غوش، ج. إيبرس، الباحث والشاعر (الطبعة الثانية، لايبزيغ، 1887).
تم انتخاب إيبرس كعضو دولي في الجمعية الفلسفية الأمريكية في عام 1895.
أراكني، التي نشرت في 7 أغسطس 1898، كانت آخر رواية لإيبرس. كتبت في فيلا إيبرس في توتزينغ، بالقرب من ميونيخ.

## الأعمال
الدراسات
- Ägypten und die Bücher Moses (1867–1868) [ترجمت باسم مصر وكتاب موسى] (محرر)
- Egypt: Descriptive, Historical, and Picturesque (1879)
- Aegypten in Wort und Bild, الطبعة الثانية، 1880
- فلسطين في الصورة والكلمة (Palästina in Bild und Word)، ترجمة 1884 من السلسلة الإنجليزية فلسطين المصورة، سيناء ومصر
- Richard Lepsius, ein Lebensbild (1885) [ترجمت باسم ريتشارد ليبشيوس: سيرة ذاتية (1887)]
- Lorenz Alma Tadema: His Life and Works (1886) [ترجمة ماري ج. سافورد, 1834-1891]

الروايات - المصرية
- Eine ägyptische Königstochter (1864) [أميرة مصرية, ترجمت بواسطة إلينور غروف]
- Uarda: Roman aus dem alten Aegypten (1877) [أواردا: قصة رومانسية من مصر القديمة, ترجمت بواسطة كلارا بيل]
- Homo sum (1878) [ترجمت بواسطة كلارا بيل] - رواية قصيرة عن المسيحية في القرن الرابع الميلادي على شبه جزيرة سيناء
- Die Schwestern (1880) [الأخوات, ترجمت بواسطة كلارا بيل]
- Der Kaiser (1881) [القيصر, ترجمت بواسطة كلارا بيل] (هادريان)
- Serapis, a Romance (1885) - رواية عن تدمير مكتبة الإسكندرية
- Die Nilbraut (1887) [عروس النيل]
- Kleopatra (1894) [كليوباترا]
- Arachne (1898) (ترجمت بواسطة ماري ج. سافورد)
- A Thorny Path (Per Aspera) (1892) [ترجمت بواسطة كلارا بيل]

الروايات - غير المصرية
- Die Frau Bürgermeisterin (1882) [ترجمت بواسطة ماري ج. سافورد كـ زوجة العمدة؛ قصة حصار لايدن]
- Die Gred (1887) [ترجمت بواسطة كلارا بيل كـ مارجري: قصة نورمبرج القديمة]
- Barbara Blomberg: A Historical Romance
- In the Blue Pike (ألمانيا)
- Ein Wort [كلمة واحدة، فقط كلمة واحدة, ترجمت بواسطة ماري ج. سافورد] ("الغابة السوداء في القرن السادس عشر. تعطي صوراً رهيبة للاضطهادات ومعاناة اليهود."[13]

روايات إضافية
- Eine Frage. Idyll zu einem Gemälde seines Freundes Alma Tadema [ترجمت كـ سؤال. إيديل لصورة من صديقه ألما تاديما بواسطة ماري ج. سافورد]
- Joshua: A Story of Biblical Times (1890)
- In the Fire of the Forge: A Romance of Old Nuremberg [ترجمت بواسطة ماري ج. سافورد]
- Elixir, and Other Tales (قصص خيالية)
- In the Desert (1900) [ترجمت بواسطة ماري ج. سافورد]
- Elifen: A Dream of the Desert (شعر)

القصص القصيرة
- The Greylock: A Fairy Tale
- The Nuts

السيرة الذاتية
- Die Geschichte meines Lebens [قصة حياتي من الطفولة إلى الرجولة] (شتوتغارت، 1893)

الأعمال الكاملة
- الأعمال الكاملة ظهرت في 25 مجلداً في شتوتغارت (1893–1895)

## الروابط الخارجية
- مؤلفات جورج إيبرس في مشروع غوتنبرغ
- Works by Georg Moritz Ebers at Faded Page (Canada)
- أعمال أو نبذة عن جورج إيبرس على أرشيف الإنترنت
- أعمال جورج إيبرس في ليبري فوكس
- "Ebers, Georg Moritz" . The American Cyclopædia. 1879. {{استشهاد بموسوعة}}: يحتوي الاستشهاد على وسيط غير معروف وفارغs: |1= و|coauthors= (مساعدة)